# Anglican Church of Kenya
Die Anglican Church of Kenya (Anglikanische Kirche von Kenia) ist eine Mitgliedskirche der Anglikanischen Gemeinschaft. Entstanden aus den Missionen des 19. Jahrhunderts, bildete sie gemeinsam mit Tansania seit 1960 die Provinz Ostafrika, doch kam es 1970 zu einer Trennung in die Provinzen Kenia und Tansania.
Die höchste Instanz dieser Kirche bildet die Provinzialsynode, welcher auch der Erzbischof untersteht, der seit 2002 in der Diözese All Saints Cathedral seinen Sitz hat. Insgesamt umfasst die Kirche 39 Diözesen und eine Militärdiözese (Stand 2023). Erzbischof der Anglican Church of Kenya ist gegenwärtig Jackson Ole Sapit als Nachfolger von Eliud Wabukala.
Die Church of Kenya gehört zur konservativen Mehrheit der anglikanischen Kirchen, die die Weihe des Homosexuellen Gene Robinson zum Bischof abgelehnt hat. Sie hat die Kirchengemeinschaft mit der Episkopalkirche der Vereinigten Staaten von Amerika für beendet erklärt.

## Erzbischöfe von Kenia
- Festo Olang, 1970–1980
- Manasses Kuria, 1980–1994
- David Mukuba Gitari, 1997–2002
- Benjamin M. Nzimbi, 2002–2009
- Eliud Wabukala, 2009–2016
- Jackson Ole Sapit, 2016-heute

## Struktur der Diözesen

### Provinz der All Saints’ Cathedral (Zentralprovinz)
- Diözese von Garissa
- Diözese von Kajiado
- Diözese von Kitui
- Diözese von Machakos
- Diözese von Makueni
- Diözese von Malindi
- Diözese von Mombasa (älteste Diözese in Kenia)
- Diözese von Nairobi (ehemaliger Sitz des Erzbischofs)
- Diözese von Taita-Taveta
- Bischofsamt der Streitkräfte
- All Saints’ Cathedral (derzeitiger Sitz des Erzbischofs von Kenia)

### Provinz von Maseno (Westliche Provinz)
- Diözese von Bondo
- Diözese von Bungoma
- Diözese von Butere
- Diözese von Katakwa
- Diözese von Maseno East
- Diözese von Maseno North
- Diözese von Maseno South
- Diözese von Maseno West
- Diözese von Mumias
- Diözese von Nambale
- Diözese von Southern Nyanza

### Provinz von Mount Kenya (Zentralhochland)
- Diözese von Embu
- Diözese von Kirinyaga
- Diözese von Marsabit
- Diözese von Mbeere
- Diözese von Meru
- Diözese von Mount Kenya Central
- Diözese von Mount Kenya East
- Diözese von Mount Kenya South
- Diözese von Mount Kenya West
- Diözese von Murang'a South
- Diözese von Thika

### Provinz von Nakuru (Rift Valley Provinz)
- Diözese von Baringo (Missionsgebiet)
- Diözese von Eldoret
- Diözese von Kapsabet
- Diözese von Kericho
- Diözese von Kitale
- Diözese von Lodwar (Missionsgebiet)
- Diözese von Maralal
- Diözese von Nakuru
- Diözese von Nyahururu